# Eugen Ruffínyi
Jenő Ruffinyi (eslovaco: Eugen Ruffinyi) (1 de março de 1846, Dobšiná, Império Austríaco — 13 de janeiro de 1924, Dobšiná, Checoslováquia) foi um engenheiro de minas e espeleólogo amador. Junto com Gustav Lang Andreas Mégas, foi o primeiro a explorar a caverna de gelo Dobšinská, na Eslováquia.

## Antecedentes e educação
Eugen Ruffinyi e sua família mudaram da Itália para a Eslováquia, na cidade de Dobšiná, devido ao trabalho de seu pai como engenheiro de minas. Isso sugere que seu nome original era provavelmente Ruffini. Eugen frequentou a escola primária em Dobšiná, o ensino médio em Kežmarok, e estudou mineração na cidade de Banská Štiavnica, onde obteve o seu diploma em 1869. Em seu retorno para a cidade de Dobšiná, se tornou supervisor de mineração e posteriormente inspetor metalúrgico.

## Exploração da Caverna de Gelo Dobšinská
Em 1869, Ruffinyi e seu amigo, o tenente Gustav Lang, estavam em um morro denominado Duča, próximo a Dobšiná, onde Eugen jogou uma pedra em uma fenda conhecida pela população local como Studena Diera (Buraco Frio). Devido aos múltiplos ecos e a demora dos sons em alcançá-los, Ruffinyi e Lang chegaram a conclusão de que aquela caverna se estendia muito além da entrada. Decidiram, então, retornarem para uma exploração mais detalhada. Em 15 de Junho de 1870, Ruffinyi foi o primeiro a entrar na caverna de gelo, deslizando por uma corda feita de cânhamo e então ficou mundialmente conhecido.

## Homenagens
A escola elementar de Dobšiná foi nomeada em sua homenagem.